# 阿卡蘭斯嶺 (加利福尼亞州)
阿卡蘭斯嶺（英語：Acalanes Ridge）是位於美國加利福尼亞州康特拉科斯塔縣的一個人口普查指定地區。

## 地理
阿卡蘭斯嶺的座標為37°54′17″N 122°04′43″W / 37.90472°N 122.07861°W，而該地最高點為海拔高度230米（即750英尺）。

## 人口
根據2010年美國人口普查的數據，阿卡蘭斯嶺的面積為1.19平方千米，當中陸地面積為1.19平方千米，而水域面積為0.00平方千米。當地共有人口1137人，而人口密度為每平方千米955人。